# 长临河站
长临河站是合福客运专线上的一座车站，位于中华人民共和国安徽省合肥市肥东县长临河镇，隶属于上海铁路局，于2015年6月28日开通运营。长临河站建筑面积近4千平方米，站前广场占地约2万平方米。车站位于巢湖边，距巢湖三分钟车程。